# Origanum
Genre
Classification phylogénétique
Origanum est un genre de plantes à fleurs de la famille des Lamiacées. Il regroupe environ 45-50 espèces de plantes herbacées ou de sous-arbrisseaux vivaces et aromatiques originaires surtout du bassin méditerranéen. Les deux espèces les plus connues sont l'origan (Origanum vulgare) et la marjolaine (Origanum majorana).

## Liste des espèces
- Origanum acutidens (Hand.-Mazz.) Ietswaart
- Origanum akhdarense Ietswaart & Boulos
- Origanum amanum Post
- Origanum bargyli Mouterde
- Origanum bilgeri P. H. Davis
- Origanum boissieri Ietswaart
- Origanum brevidens (Bornm.) Dinsm.
- Origanum calcaratum Juss.
- Origanum compactum Bentham
- Origanum cordifolium (Bentham) T. Vogel
- Origanum cyrenaicum Béguinot & Vacc.
- Origanum dayi Post
- Origanum dictamnus L.
- Origanum dubium Boiss.
- Origanum ehrenbergii Boiss.
- Origanum elongatum (Bonnet) Emberger & Maire
- Origanum floribundum Munby
- Origanum glandulosum Desf
- Origanum grosii Pau & Font Quer
- Origanum haussknechtii Boiss.
- Origanum hypericifolium O. Schwarz & P. H. Davis
- Origanum isthmicum Danin
- Origanum kopetdaghense Boriss.
- Origanum laevigatum Boiss.
- Origanum leptocladum Boiss.
- Origanum libanoticum Boiss.
- Origanum lirium Heldr. ex Halácsy
- Origanum majorana L. - Marjolaine
- Origanum majoricum Camb.
- Origanum microphyllum (Bentham) T. Vogel
- Origanum minutiflorum O. Schwarz & P. H. Davis
- Origanum munzurense Kit Tan & Sorger
- Origanum onites L.
- Origanum pampaninii (Brullo & Furnari) Ietswaart
- Origanum ramonense Danin
- Origanum rotundifolium Boiss.
- Origanum saccatum P. H. Davis
- Origanum scabrum Boiss. & Heldr.
- Origanum sipyleum L.
- Origanum solymicum P. H. Davis
- Origanum symes Carlström
- Origanum syriacum L.
- Origanum tyttanthum Gontsch.
- Origanum vetteri Briq. & W. Barbey
- Origanum virens Hoffmanns. & Link
- Origanum vogelii Greuter & Burdet
- Origanum vulgare L. - Origan